# ロード・トゥ・ドラゴン
『ロード・トゥ・ドラゴン』（ROAD TO DRAGONS）は、株式会社アクワイアから配信されていたiOS・Android用ゲームアプリ（パネルアクションRPG）。略称は『ロードラ』。基本プレイ無料（アイテム課金制）。2012年11月1日にiOS版、2013年2月12日にAndroid版がリリースされた。

## 概要
ジャンルは、RPGとパズルゲームを融合させたパネルアクションRPG。プレイヤーは所持するユニットを3人選択し、これにゲストユニット1人を加え、クエストを攻略していく。クエストでは、矢印と武器のマークが並記された8枚のパネルから任意の一枚を選び、矢印の方向に移動する。また、エネミーシンボルに接触した場合、同じパネルを使って戦闘を行う。戦闘では、ユニットの装備する武器（剣、槍、弓、杖）のパネルを消費すると、攻撃を行うことが可能。また、一度に複数の隣接するパネルを連結し攻撃することも可能だが、異なる武器のパネルを連結した場合、ソウルを消費する。ソウルはエネミーを撃破したり、クエスト道中の宝箱等から得ることができるが、移動の度にも消費されるため、パネルの整理とソウルの確保が重要となる。各クエストの最奥部にはボスが配置されており、撃破するとクリアとなる。プレイヤーが使用するユニットはエネミーを撃破したり、クエスト道中の宝箱から入手可能なほか、ガチャによって入手することが可能。ゲーム自体は無料配信されているが、コンティニューやスタミナ回復、レアガチャや所持ユニット数を増やすために必要な虹色水晶が有料なアイテム課金となっている（F2P）。
2017年4月24日をもってサービス終了。

## 関連商品

### 書籍
- 『ロード・トゥ・ドラゴン オフィシャル ユニット&データ ブック』（2013年8月8日発売、主婦と生活社）
- 『小説 ロード・トゥ・ドラゴン(上) 〜actual blue〜』（原案：宮内継介、著者：加納京太、2015年2月27日発売、一二三書房）
- 『小説 ロード・トゥ・ドラゴン(下) 〜factual Gold〜』（原案：宮内継介、著者：加納京太、2015年8月20日発売、一二三書房）

### CD
- 『ロード・トゥ・ドラゴン オリジナルサウンドトラック』（2014年8月15日発売、アクワイア）